# Cernuella virgata
Cernuella virgata (Da Costa, 1778) è un mollusco gasteropode polmonato terrestre della famiglia Geomitridae.

## Descrizione

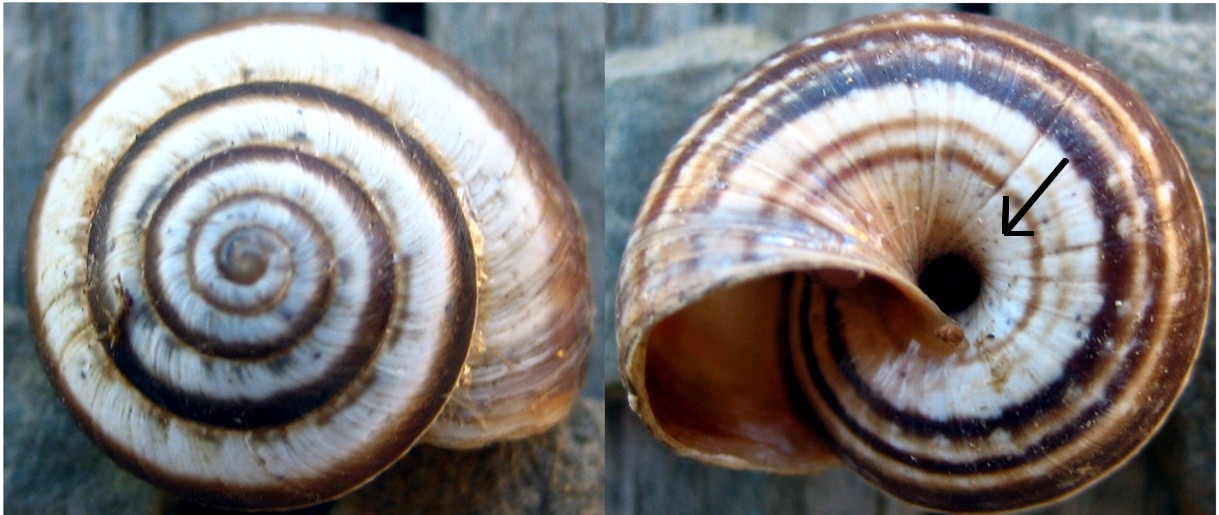
Peristoma bruno chiaro e ombelico aperto.

La conchiglia misura 12–23 mm di diametro e 8–15 mm di altezza.
La colorazione di fondo del guscio è bianco-giallastra, usualmente con una o più bande brune o nerastre.
Il peristoma è bruno o bruno chiaro. L'ombelico si presenta nettamente aperto, caratteristica che consente di distinguerla da specie simili quali Cepaea nemoralis o Theba pisana.

## Biologia
Nei periodi di siccità si riunisce in gruppi sui rami della vegetazione xerofila e va incontro a estivazione.

### Alimentazione
È una specie prevalentemente erbivora, che si nutre sia di vegetali freschi che di materia vegetale in decomposizione. Occasionalmente può predare piccoli insetti (Coccinellidae).

### Riproduzione
È una specie ermafrodita.

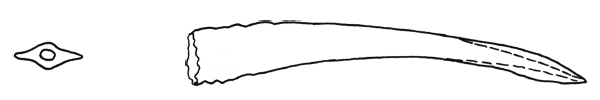
Sezione trasversa e visione laterale di un dardo di C. virgata

Al pari di altre specie della superfamiglia Helicoidea è dotata di uno stiloforo in seno al quale produce un dardo calcareo, utilizzato per trafiggere il partner nei preliminari dell'accoppiamento.

## Distribuzione e habitat
È una specie molto comune nell'Europa nord-occidentale e nel bacino del Mediterraneo, dalla penisola iberica alla Crimea.
Predilige ambienti xerici quali le dune sabbiose e le garighe costiere a substrato calcareo. Comune anche in ambienti fortemente antropizzati.